# Peter Capaldi
Peter Dougan Capaldi (Glasgow,  14 april 1958) is een Schotse acteur, filmregisseur en scenarioschrijver. Hij heeft vele rollen gespeeld in films en series, en is hoogstwaarschijnlijk het bekendst om zijn rol als Malcolm Tucker in de BBC komedieserie The Thick of It en de spin-off In the Loop, en zijn rol als de twaalfde Doctor in de BBC sci-fi serie Doctor Who. In 1995 won hij de Academy Award voor Beste Korte speelfilm voor Franz Kafka's It's a Wonderful Life, die hij regisseerde. Hij heeft ook een British Academy Film Award, een Chlotrudis Award voor Beste Mannelijke Bijrol en twee British Comedy Awards. Op 4 augustus 2013 kondigde de BBC tijdens een live uitzending aan dat hij de twaalfde Doctor zal gaan spelen in de televisieserie Doctor Who. Hoewel zijn Doctor pas tot leven kwam in de kerstspecial van de show, verscheen hij één aflevering eerder, om zo deel te kunnen uitmaken van de special voor 50 jaar Doctor Who.

## Biografie
Capaldi werd geboren in Glasgow. Zijn moeders familie kwam uit het Ierse Killeshandra (County Cavan) en zijn vaders familie uit het Italiaanse Picinisco. Hij ging naar de St Teresa's Primary School in Glasgows Possilpark district, St Matthew's Primary School in Bishopbriggs, en naar St Ninian's High School, Kirkintilloch, voordat hij naar de Glasgow School of Art ging.
Op de middelbare school was hij lid van de Antonine Players, die optraden in het Fort Theatre in Bishopbriggs. Als een kunststudent was hij de leadzanger in een punk rock band genaamd Dreamboys, wiens drummer de komiek Craig Ferguson was.
Capaldi was van kinds af aan fan van de Britse sci-fi serie Doctor Who. Na een eenmalige bijrol in 2008 en een rol in de spin-off serie Torchwood, zou hij vanaf 2013 drie seizoenen (als de 12e Doctor) de titelrol in de serie spelen.
Behalve acteur op toneel en in tv/film is Capaldi tevens stemacteur/verteller van audioboeken. Onder meer sprak hij diverse werken van schrijver Iain Banks in. 

## Privé
Capaldi is ambassadeur van de Association for International Cancer Research en het Schotse kinderfonds, de Aberlour Child Care Trust. Hij woont in Crouch End met zijn vrouw Elaine Collins en hun dochter. Peter Capaldi is een achterneef van de vader van zanger Lewis Capaldi.

## Filmografie

### Televisie
| Jaar      | Titel                                             | Rol                    | Opmerkingen |
| --------- | ------------------------------------------------- | ---------------------- | --- |
| 1984      | Crown Court                                       | Eamonn Donnelly        | Aflevering: "Big Deal"                                                                                         |
| 1985      | Minder                                            | Ozzy                   | Seizoen 6, Aflevering 2: "Life in the Fast Food Lane"                                                          |
| 1985      | Travelling Man                                    |                        | Seizoen 2, Aflevering 6: "Blow-Up"                                                                             |
| 1985      | John and Yoko: A Love Story                       | George Harrison        | |
| 1986      | C.A.T.S. Eyes                                     |                        | Seizoen 2, Aflevering 2: "Powerline"                                                                           |
| 1989      | Rab C. Nesbitt                                    | Preacher               | Aflevering: "Rab C. Nesbitt's Seasonal Greet"                                                                  |
| 1989      | Shadow of the Noose                               | Robert Wood            | |
| 1989      | Dramarama                                         | British Ambassador     | Seizoen 7, Aflevering 7: "Rosie the Great"                                                                     |
| 1990      | Ruth Rendell Mysteries                            | Zeno Vedast            | 3 afleveringen                                                                                                 |
| 1991      | Agatha Christie's Poirot                          | Claude Langton         | Seizoen 3, Aflevering 4: "Wasps' Nest"                                                                         |
| 1991      | Selling Hitler                                    | Thomas Walde           | |
| 1991      | Titmuss Regained                                  | Ken Cracken            | 3 afleveringen                                                                                                 |
| 1992      | Mr Wakefield's Crusade                            | Luke Wakefield         | |
| 1992      | Early Travellers in North America                 | Robert Louis Stevenson | |
| 1993      | The Comic Strip Presents...                       | John                   | Seizoen 5, Aflevering 6: "Jealousy"                                                                            |
| 1993      | Stay Lucky                                        | Robin                  | Seizoen 4, Aflevering 2: "The Driving Instructor"                                                              |
| 1993      | Prime Suspect                                     | Vera Reynolds          | Seizoen 3 |
| 1994      | Chandler & Co                                     | Larry Blakeson         | |
| 1994      | The All New Alexei Sayle Show                     | Time traveller         | Aflevering: "Drunk in Time"                                                                                    |
| 1994-1996 | The Vicar of Dibley                               | Tristan Campbell       | 2 afleveringen                                                                                                 |
| 1996      | Delta Wave                                        | Dinsdale Draco         | 2 afleveringen                                                                                                 |
| 1996      | Neverwhere                                        | Islington              | 4 afleveringen                                                                                                 |
| 1996      | The Crow Road                                     | Rory McHoan            | 4 afleveringen                                                                                                 |
| 1997      | The History of Tom Jones, a Foundling             | Lord Fellamar          | 3 afleveringen                                                                                                 |
| 1997      | Michelob advertentie                              |                        | |
| 1999      | Psychos                                           | Mark Collins           | 1 aflevering                                                                                                   |
| 2001      | High Stakes                                       | Michael Calderwood     | Seizoen 1, Aflevering 6: "Dream Team                                                                           |
| 2003      | In Deep                                           | Jeremy                 | Seizoen 3, Aflevering 7: "Character Assassination: Part 1"                                                     |
| 2003      | Fortysomething                                    | Dr. Ronnie Pilfrey     | 5 afleveringen                                                                                                 |
| 2003      | Judge John Deed                                   | Alan Roxborough, MP    | Seizoen 3, Aflevering 3: "Conspiracy"                                                                          |
| 2004      | Sea of Souls                                      | Gordon Fleming         | Aflevering: "Seeing Double"                                                                                    |
| 2004      | My Family                                         | Colin Judd             | Seizoen 5, Aflevering 10: "Dentist to the Stars"                                                               |
| 2004      | Foyle's War                                       | Raymond Carter         | Seizoen 3, Aflevering 4: "War of Nerves"                                                                       |
| 2004      | Peep Show                                         | Professor MacLeish     | Seizoen 2, Aflevering 4: "University Challenge"                                                                |
| 2005      | The Afternoon Play                                | Billy Shannon          | Seizoen 3, Aflevering 5: "The Singing Cactus"                                                                  |
| 2005-2012 | The Thick of It                                   | Malcolm Tucker         | British Academy Television Award voor Beste Komedie Performance British Comedy Award for Best Television Actor |
| 2006      | Donovan                                           | Dr. Angus Baldwin      | Seizoen 1, Aflevering 3                                                                                        |
| 2006      | Midsomer Murders                                  | Lawrence Barker        | Seizoen 9, Aflevering 7: "Death in Chorus"                                                                     |
| 2006      | Haunted Hogmanay                                  | Jeff Wylie             | Stem |
| 2007      | Waking the Dead                                   | Lucien Calvin          | Aflevering: "The Fall"                                                                                         |
| 2007      | Coming Up                                         | Joe                    | Aflevering: "Brussels"                                                                                         |
| 2007      | Fallen Angel                                      | Henry Appleton         | |
| 2007-2008 | Skins                                             | Mark Jenkins           | 3 afleveringen                                                                                                 |
| 2008      | Doctor Who                                        | Caecilius              | Seizoen 4, Aflevering 2: "The Fires of Pompeii"                                                                |
| 2008      | Midnight Man                                      | Trevor                 | |
| 2008      | Glendogie Bogey                                   | Jeff Wylie             | Stem |
| 2008      | The Devil's Whore                                 | Koning Karel I         | |
| 2009      | Torchwood: Children of Earth                      | John Frobisher         | |
| 2009      | Getting On                                        | Doctor                 | 1 aflevering Regisseur van Seizoen 1-2                                                                         |
| 2009      | A Portrait of Scotland                            | Zichzelf               | Schrijver |
| 2010      | Ten Minute Tales                                  | The Man                | |
| 2010      | Accused                                           | Frank Ryland           | Seizoen 1, Aflevering 3                                                                                        |
| 2010      | The Nativity (Geboorte van Jezus volgens Lucas 2) | Balthazar              | BBC adaptatie 4 afleveringen                                                                                   |
| 2010      | Audi advert                                       | Narrator               | Stem |
| 2011      | The Penguins of Madagascar                        | Uncle Nigel            | Stem 1 aflevering                                                                                              |
| 2011      | The Suspicions of Mr Whicher'                     | Samuel Kent            | ITV adaptatie                                                                                                  |
| 2011      | The Field of Blood                                | Dr. Pete               | |
| 2012      | Cricklewood Greats                                | Zichzelf               | Schrijver |
| 2012      | The Hour                                          | Randall Brown          | Genomineerd – British Academy Television Award voor Beste Mannelijke Bijrol                                    |
| 2010      | BBC Two reclame                                   | Narrator               | Stem |
| 2013      | Inside the Mind of Leonardo                       | Leonardo da Vinci      | Documentaire                                                                                                   |
| 2013      | Anchor reclame                                    | Narrator               | Stem |
| 2013-2017 | Doctor Who                                        | De Doctor              | Seizoen 8, Seizoen 9, Seizoen 10                                                                               |
| 2014      | The Musketeers                                    | Kardinaal de Richelieu | |
| 2025      | Black Mirror                                      | Older Cameron Walker   | Seizoen 7, Aflevering 4: "Plaything"                                                                           |

### Film
| Year | Title                               | Role             | Notes |
| ---- | ----------------------------------- | ---------------- | --- |
| 1982 | Living Apart Together               | Joe              | |
| 1983 | Local Hero                          | Oldsen           | |
| 1984 | Turtle Diary                        | Assistant keeper | |
| 1987 | The Love Child                      |                  | |
| 1988 | The Lair of the White Worm          | Angus Flint      | |
| 1988 | Dangerous Liaisons                  | Azolan           | |
| 1991 | December Bride                      | Young Sorleyson  | |
| 1992 | Soft Top Hard Shoulder              | Gavin Bellini    | |
| 1994 | Captives                            | Simon            | |
| 1995 | Franz Kafka's It's a Wonderful Life |                  | Regisseur Academy Award voor Beste Korte speelfilm |
| 1997 | Bean: The Ultimate Disaster Movie   | Gareth           | |
| 1997 | Shooting Fish                       | Mr. Gilzean      | |
| 1998 | What Rats Won't Do                  | Tony             | |
| 1999 | The Greatest Store in the World     | Mr. Whiskers     | |
| 2000 | Mrs Caldicot's Cabbage War          | Derek            | |
| 2002 | Max                                 | David Cohn       | |
| 2002 | Solid Geometry                      | David Hunter     | |
| 2003 | Shotgun Dave Rides East             | Rob              | |
| 2004 | Modigliani                          | Jean Cocteau     | |
| 2004 | Niceland (Population. 1.000.002)    | John             | |
| 2004 | Wild Country                        | Father Steve     | |
| 2005 | House of 9                          | Max Roy          | |
| 2005 | The Best Man                        | Priest           | |
| 2006 | Pinochet in Suburbia                | Andy McEntee     | |
| 2007 | Magicians                           | Mike Francis     | |
| 2009 | In the Loop                         | Malcolm Tucker   | Chlotrudis Award voor Beste Cast Chlotrudis Award voor Beste Mannelijke Bijrol Genomineerd – Central Ohio Film Critics Association Award voor Beste Mannelijke Bijrol(2e plaats) Genomineerd — British Independent Film Award voor Beste Acteur Genomineerd — Chicago Film Critics Association Award voor Beste Mannelijke Bijrol Genomineerd — Evening Standard British Film Awards: Peter Sellers Award voor Comedy Genomineerd – International Cinephile Society Award voor Beste Mannelijke Bijrol (2e plaats) Genomineerd — London Film Critics Circle Award voor Britse Acteur van het Jaar Genomineerd — Los Angeles Film Critics Association Awards voor Beste Mannelijke Bijrol (2e plaats) Genomineerd — New York Film Critics Circle Award voor Beste Mannelijke Bijrol (3e plaats) Genomineerd — Online Film Critics Society Award voor Beste Mannelijke Bijrol |
| 2012 | Big Fat Gypsy Gangster              | Peter VanGellis  | |
| 2013 | World War Z                         | WHO doctor       | |
| 2013 | The Fifth Estate                    | Alan Rusbridger  | |
| 2014 | Maleficent                          | King Kinloch     | |
| 2014 | Paddington                          | Mr. Curry        | |
| 2017 | Paddington 2                        | Mr. Curry        | |
| 2021 | The Suicide Squad                   | The Thinker      | |

## Prijzen
- 1995: Academy Award for Live Action Short Film.
- 2009: Chlotrudis Award for Best Supporting Actor.
- 2010: British Academy Television Award for Best Comedy Performance.
- 2010: British Comedy Award for Best Television Actor.
- 2012: British Comedy Award for Best Television Actor.

- Bibsys: 2066366
- Biblioteca Nacional de España: XX1605224
- Bibliothèque nationale de France: cb14084924t (data)
- Gemeinsame Normdatei: 1062448936
- International Standard Name Identifier: 0000 0001 2394 9997
- Library of Congress Control Number: n98024862
- MusicBrainz: 5df5318d-4af6-4349-afc2-7391f092e9e2
- Nationale Bibliotheek van Tsjechië: xx0163364
- Nationale Bibliotheek van Israël: 987007421753505171
- Nederlandse Thesaurus van Auteursnamen: 252123700
- Istituto Centrale per il Catalogo Unico: UBOV851693
- Système universitaire de documentation: 147728770
- Virtual International Authority File: 225108854
- WorldCat: E39PBJdWR3Y3qD8dcVG7CMcXVC